# Olivová

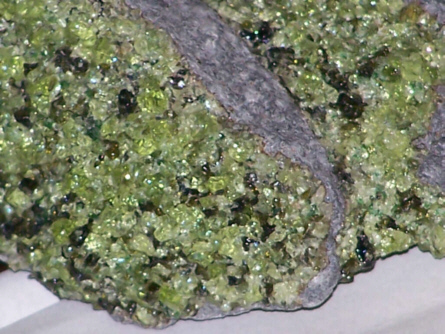
Olivín

Jako olivová barva se označují tmavé odstíny žluté. Charakteristický je však zelený nádech. Název je odvozen od zelených oliv, plodů olivovníku.

## Zajímavosti
Subtraktivním mísením vznikne olivová barva smícháním žluté a černé. Typicky olivovou barvu má minerál olivín, díky dvojmocnému železu v krystalické mřížce.

## Olivové odstíny různých barev
| barevný vzorek |                     |
| -------------- | ------------------- |
|                | olivová hnědá (1)   |
|                | olivová hnědá (2)   |
|                | olivová zelenožlutá |
|                | olivová zelenočerná |
|                | žlutá olivová       |
|                | olivová šedá        |
|                | olivová zelená      |
|                | olivová zelenošedá  |